# Ліно Банфі
Лі́но Ба́нфі (італ. Lino Banfi; справжнє ім'я Паскуа́ле Зага́рія (італ. Pasquale Zagaria)) нар. 9 липня 1936, Андрія, Італія) — італійський кіноактор.

## Життєпис
Ліно Банфі народився 9 липня 1936 року в Андрії, Італія. Справжнє його ім'я було Паскуале Загарія. Коли йому виповнилося три роки, його родина переїхала до Каноси-ді-Пулья. У 1970-х роках Ліно став одним з найвідоміших комедійних італійських акторів. У 1980-х він досяг піку своєї слави після виходу фільмів «Футбольний тренер», «Йди вперед, кретине», «Комісар на прізвисько Кіт» і «Очі, пристріт, петрушка і кріп». За всю свою акторську кар'єру Ліно Банфі знявся в більш ніж 100 фільмах.

## Фільмографія
- 1960 — Крикуни перед судом
- 1970 — Ніні Тірабушо: жінка, яка вигадала рух
- 1971 — Затриманий чекаючи судового розгляду
- 1976 — Лише б не дізналися всі навколо!
- 1978 — Учителька в коледжі
- 1978 — Учителька додому
- 1978 — Медсестра і великі маневри
- 1978 — Відмінниця та другорічники
- 1979 — Поліцейська у відділку моралі
- 1979 — Медсестра у військовій палаті
- 1979 — Учителька дурить... усі класи
- 1979 — Субота, неділя та п'ятниця
- 1979 — Нічна доглядальниця
- 1980 — Усім класом на море
- 1980 — Лікарка і полковник
- 1981 — Голодна дружина та гарячий коханець
- 2016 — У чорта на куличках